# Aspøya
|  | Aspøy er en ø i Ålesund kommune |
Aspøya er en ø og en bygd i Tingvoll kommune i landskabet Nordmøre i Møre og Romsdal fylke i Norge. Øen har et areal på 20 km2 og 248 indbyggere (2001). Højeste punkt er Vettafjellet, som er 372 m.o.h.
Riksvei 70 og Europavej 39 følger samme tracé over Aspøya.  Fra  Straumsnes, over Aspøya via Bergsøysundbroen til Bergsøya og giver færgefri vej vestover til Molde og Kristiansund. Bergsøysundbroen er en del af KRIFAST. 
Aspa-slægten, som blandt andet har fostret ærkebiskop Olav Trondsson, havde hovedsæde på gårdene Aspa og Boksaspa i middelalderen.
63°01′07″N 07°56′20″Ø / 63.01861°N 7.93889°Ø